# Tart-le-Haut
Tart-le-Haut ist eine Ortschaft und eine ehemalige französische Gemeinde mit 1341 Einwohnern (Stand 1. Januar 2022) im Département Côte-d’Or in der Region Bourgogne-Franche-Comté. Sie gehörte zum Arrondissement Dijon und zum Kanton Genlis.
Mit Wirkung vom 1. Januar 2019 wurden die ehemaligen Gemeinden Tart-le-Haut und Tart-l’Abbaye zur Commune nouvelle Tart zusammengelegt und haben in der neuen Gemeinde den Status einer Commune déléguée. Der Verwaltungssitz befindet sich im Ort Tart-le-Haut.

## Geographie
Nachbarorte von Tart-le-Haut sind Varanges im Norden, Tart-le-Bas im Osten, Tart-l’Abbaye im Südosten, Montot im Süden, Brazey-en-Plaine im Südwesten, Longecourt-en-Plaine und Échigey im Westen, sowie Marliens im Westen.

## Bevölkerungsentwicklung
| Jahr      | 1962 | 1968 | 1975 | 1982 | 1990 | 1999 | 2011  |
| Einwohner | 201  | 215  | 205  | 405  | 702  | 811  | 1.377 |